# サンタフェ (S-21)
サンタフェ (ARA Santa Fe S-21) は、アルゼンチン海軍の潜水艦。元はアメリカ海軍バラオ級潜水艦のキャットフィッシュ。

## 艦歴
元となったキャットフィッシュは1944年1月6日にコネチカット州グロトンのエレクトリック・ボート社で起工した。1944年11月19日進水し第二次世界大戦にて哨戒任務などに従事、戦後GUPPY IIにて改装を受けた後、朝鮮戦争などで作戦行動に参加、1950年以降はサンディエゴを拠点に西海岸の沖合で予備役兵の訓練演習艦として活躍した後、1971年7月1日に退役、同日除籍後にアルゼンチン海軍に売却され、以後同海軍所属の潜水艦サンタフェとして就役する。

### フォークランド紛争への参加
1982年4月より発生したフォークランド紛争に作戦行動艦の一隻として参加。アルゼンチン軍のフォークランド島上陸作戦「青作戦」においては4月2日未明にスタンレー空港制圧のための第一陣として偵察部隊の輸送任務に就き、スタンレー空港北部沿岸に潜水具を装備した少数のコマンド部隊を輸送。無事任務を果たした。
以後同艦はしばしの間フォークランド諸島近海の哨戒任務についていたが4月12日にサウスジョージア島(4月3日の時点で既にアルゼンチン軍に掌握)への兵隊や物資の輸送任務をおびて一旦本国に帰還、4月17日にアルゼンチン、マルデルプラタの港からサウスジョージア島の首都グリトビケンの港へ向かった。

### イギリス海軍による攻撃と処分
1982年4月20日、サウスジョージア島海域に到着していたイギリス海軍の駆逐艦「アントリム」を筆頭とするタスクフォースはサウスジョージア島奪還のため、特殊部隊の同島への隠密上陸作戦を行っていたが天候不良のため上手くいっていなかった。
1982年4月25日、同海域にアルゼンチン海軍の潜水艦がいるとの情報を受けたタスクフォースは早朝から艦載ヘリコプターによる捜索を開始。駆逐艦「アントリム」の艦載ヘリであるウェセックスがサウスジョージア島から8kmの地点で海上を航行中のサンタフェをレーダーで捉えた。輸送任務を終えてグリトビケンから出航したばかりで無防備な姿を晒していたサンタフェに対し、ウェセックスは接近して搭載していた250ポンド爆雷2発を投下した。
この攻撃でサンタフェはバラストタンクや電気系統を損傷して潜航不能になり、グリトビケンに向け遁走するが爆雷で攻撃したウェセックス乗員からの連絡によってリンクス、ワスプ等のタスクフォースの艦載ヘリ部隊が現場に到着し攻撃を開始。サンタフェはリンクスのMk46魚雷の攻撃こそ回避できたものの、ウェセックスとリンクスの機銃による攻撃によって遁走を妨害された挙句、ワスプが発射したAS－12有線誘導対艦ミサイルをセイル(上部構造物)に受ける。このミサイルはセイルを貫通した後に艦外で爆発したため、直接の撃沈にはいたらなかったがセイル上部から機関銃による応戦を行っていたアルゼンチン海軍水兵の1人が重傷を負い、前述の爆雷の攻撃と合わせて艦に対して重大な損傷を与えていた。大破したサンタフェはグリトビケンの近郊、キングエドワードポイント埠頭の桟橋付近に座礁、擱座しそのまま放棄され、乗組員は全員陸上に脱出後、イギリス軍に対して全員降伏した。
この攻撃が原因でサウスジョージア島奪還は隠密作戦が事実上不可能になり、艦砲射撃を用いた上陸作戦に切り替えられ、同日25日に同島のアルゼンチン軍守備隊は降伏した。その後、サンタフェは27日にイギリス海軍によって一旦グリトビケンの港まで曳航されたが、その際にアルゼンチン海軍水兵の1人がベント操作を行って故意にサンタフェを沈没させようとした、と同乗していたイギリス海兵隊員に誤解されて射殺されるという事故が起こっている。
イギリス海軍はサンタフェを鹵獲したものの、元々旧式の潜水艦であり、戦闘による破損も酷く、その修理には多額の費用がかかることから1985年2月10日に深海に海没処分された。